# Toundra arctique basse du Groenland
Localisation
La toundra arctique basse du Kalaallit Nunaat est une écorégion terrestre nord-américaine du type toundra du World Wildlife Fund

## Répartition
Cette écorégion comprend la partie sud du Groenland. Du côté ouest, elle s'étend du sud du 75e degré de latitude dans la baie de Melville, jusqu'à la côte est au sud du 70e degré de latitude à partir de Scoresby Sund. Seule la partie nord de l'écorégion est située à l'intérieur du cercle arctique.

## Climat
La toundra du Bas-Arctique du Kalaallit Nunaat possède un climat arctique, sauf dans les zones abritées des fjords du sud-ouest où la température mensuelle estivale peut dépasser 10 °C. Ces régions ont un climat subarctique. Le climat de la côte ouest est plus doux que sur la côte est, refroidi par le courant du Groenland oriental.

## Géomorphologie
De nombreux fjords découpent les côtes de cette écorégion et les îles sont nombreuses le long des côtes. Le glacier qui occupe le centre du Groenland rejoint la mer en plusieurs endroits, ce qui ne laisse aucun espace le long des côtes où la végétation peut s'établir. Cette écorégion est plus montagneuse que la toundra du Haut-Arctique du Kalaallit Nunaat.

## Caractéristiques biologiques
Dans les régions au climat subarctique, les zones abritées sont colonisées par des broussailles et des forêts basses composées d'Alnus viridis crispa, de Betula pubescens et de Sorbus groenlandica. Dans l'extrême sud de l'écorégion, on rencontre des forêts de bouleaux d'une taille allant jusqu'à 2 m. Certains individus peuvent toutefois atteindre 10 m de hauteur. La végétation est surtout composée de landes buissonneuses, mais aussi de prés secs et de landes de lichens. Parmi les espèces les plus communes on trouve Empetrum hermaphroditium, des dryas, Salix herbacea, Salix glauca, Potentilla crantzii et Carex supina. En certains endroits, le broutage intensif a contribué au remplacement des broussailles de Salix glauca par de denses prairies de Poa pratensis.
Neuf espèces de mammifères sont natives de cette écorégion: le lièvre arctique, le renard polaire, le loup arctique, le caribou ou renne, l'ours blanc, le bœuf musqué, l'hermine, Dicrostonyx groenlandicus et le glouton.

## Conservation
Les Vikings islandais qui occupèrent le sud-ouest du Groenland dès le Xe siècle emmenèrent avec eux du bétail et des moutons. Le broutage des plantes indigènes par les animaux et les activités de subsistance des hommes jusqu'au XVe siècle eurent quelques impacts sur l'environnement. L'achillée millefeuille, la petite oseille et la vesce craque furent notamment introduites. Les colons danois établis depuis la fin du XIIIe siècle poursuivirent les activités agricoles jusqu'à aujourd'hui. Les activités humaines ont toutefois toujours été limitées et cette écorégion peut être considérée comme relativement intacte.

## Pour approfondir